# Ri (Frankrijk)
Ri is een gemeente in het Franse departement Orne (regio Normandië) en telt 174 inwoners (2005). De plaats maakt deel uit van het arrondissement Argentan.

## Geografie
De oppervlakte van Ri bedraagt 7,2 km², de bevolkingsdichtheid is 24,2 inwoners per km².
De onderstaande kaart toont de ligging van Ri (Frankrijk) met de belangrijkste infrastructuur en aangrenzende gemeenten.

## Demografie
Onderstaande figuur toont het verloop van het inwonertal (bron: INSEE-tellingen).

## Geboren in Ri
- Johannes Eudes (1601-1680), Frans priester, theoloog, congregatiestichter en heilige